# Carla White
Pour les articles homonymes, voir White.
Carla Ruth White, née le 15 septembre 1951 à Oakland (Californie) et morte le 9 mai 2007 d'un cancer à New York, était une chanteuse de jazz américaine.
Elle naît à Oakland, en Californie mais fut élevée à New York, où elle étudia la danse jazz. Au lycée, elle apprit la comédie et le chant, puis étudia à la Webber Douglas Academy of Dramatic Art (Académie d'art dramatique Douglas Webber) de 1969 à 1971.
Elle est reconnue pour ses capacités de scat et a participé, entre autres, à la bande originale de Metal Gear Solid 2, dans la chanson Can't Say Goodbye to Yesterday.